# Fez (datorspel)
Fez (stavat som FEZ) är ett pussel-plattformsspel utvecklat av indieutvecklaren Polytron Corporation och producerat av Polytron, Trapdoor och Microsoft Game Studios. Det är ett 2D-spel i en 3D-värld, där den tvådimensionella spelkaraktären får en fez som avslöjar en tredje dimension. Spelets pussel är uppbyggda kring kärnmekaniken om roteringen mellan fyra 2D-vyer av en 3D-miljö, som fyra sidor runt en kub, där miljön anpassar sig mellan vyerna för att skapa nya vägar.